# Cedric Kushner
Cedric Kushner (* 18. Juli 1948 in Kapstadt, Südafrika; † 29. Januar 2015 in New York City, Vereinigte Staaten) war ein südafrikanisch-amerikanischer Boxpromoter.

## Konzertpromoter
Kushner begann in der Musikbranche mit Alter von 26 Jahren als Konzertveranstalter mit geliehenen 5000 US-Dollar.
Er promotete Steppenwolf, Bob Seger, Queen, Fleetwood Mac, Grateful Dead, Rush, Neil Young und die Rolling Stones.

## Boxpromoter
1984 beschloss Kushner mehr oder weniger zufällig, ins Boxgeschäft einzusteigen. Seine ersten Schützlinge waren Teddy Mann, Marlon Starling und der Südafrikaner Gerrie Coetzee, den er wie Tony Tucker an Don King verlor. Er war mit Dan Duva von Main Events befreundet, konnte in dieser Zusammenarbeit viele Matches machen.
Außerdem halfen ihm seine guten internationalen Kontakte, zum Beispiel zu seinem Partner Wilfried Sauerland, seine Boxer Charles Williams und Virgil Hill gegen Henry Maske zu stellen.
1993 gründete er die Serie Heavyweight Explosion, die auch in Europa bekannt geworden ist, als Forum für die Nachwuchshoffnungen des Schwergewichts. Er hatte hierbei Chris Byrd, Shannon Briggs, Corrie Sanders, Oleg Maskajew, Jameel McCline, Kirk Johnson, Michael Grant und Hasim Rahman unter Vertrag.
Sein bekanntester Nicht-Schwergewichtler war Shane Mosley. Es gelang ihm aber nie so recht, diese Stars zu halten, wenn sie schließlich Erfolg hatten. Insbesondere die Art, wie sich Rahman 2001 nach seinem Sensationssieg gegen Lennox Lewis aus seinem Vertrag herauswand und zu King wechselte, verbitterte ihn.
Zuletzt hatte er Briggs und David Tua unter Vertrag. Im Mai 2006 gründete er die Firma „Gotham Boxing“, mit der er mehr Boxen über das Internet verbreiten wollte. Kushner starb am 29. Januar 2015 in New York City im Alter von 66 Jahren.

## Skandale
- Ende der Neunziger gab er zu, die IBF mit 100.000 $ bestochen zu haben
- Associated Press meldete am 6. Dezember 2005, dass Kushner sich in einem Vergleich mit den Strafverfolgungsbehörden auf ein Bußgeld von 60.000 US-Dollar einigte, dafür dass seine Firma im Mai 2003 falsche bzw. irreführende Angaben gemacht hatte. Ihm wurde verboten, je bei einem börsennotierten Unternehmen in führender Position tätig zu werden.